# Zabor
Zabor je naseljeno mjesto u općini Foči-Ustikolini, Federacija BiH, BiH. Nalazi se blizu entitetske granice. Zapadno je rijeka Rijeka, a sjeveroistočno rijeka Kolina.
Ggodine 1962. pripojeno mu je naselje Dragovići (Sl.list NRBiH, br.47/62).

## Stanovništvo
| Narod     | Popis 1961. | Popis 1971. | Popis 1981. | Popis 1991. |
| --------- | ----------- | ----------- | ----------- | ----------- |
| Hrvati    |             |             |             |             |
| Muslimani | 111         | 269         | 212         | 127         |
| Srbi      | 1           | 1           |             |             |
| ostali    | 3           | 2           |             |             |
| Ukupno    | 114         | 272         | 212         | 127         |